# Удрыче-Конец
Удрыче-Конец (пол. Udrycze-Koniec) — деревня в Замойском повете Люблинского воеводства Польши. Входит в состав гмины Стары-Замость. Находится примерно в 9 км к северу от центра города Замосць. По данным переписи 2011 года, в деревне проживало 389 человек.
В 1975—1998 годах деревня входила в состав Замойского воеводства.

## Население
Демографическая структура по состоянию на 31 марта 2011 года:
|         | Всего | До трудоспособного возраста | Трудоспособного возраста | Старше трудоспособного возраста |
| ------- | ----- | --------------------------- | ------------------------ | ------------------------------- |
| Мужчины | 202   | 34                          | 141                      | 27                              |
| Женщины | 187   | 26                          | 104                      | 57                              |
| Всего   | 389   | 60                          | 245                      | 84                              |